# Джаббаров, Рауф Абдулкадыр оглы
Рауф Абдулкадыр оглы Джаббаров (азерб. Rauf Əbdülqədir oğlu Cabbarov; 8 июля 1935, Бильгях — 11 мая 2010, Бильгях) — советский и азербайджанский тренер по боксу. На протяжении многих лет осуществлял тренерскую деятельность в боксёрской секции бакинского «Динамо», в период 1966—2001 годов занимал должность главного тренера Азербайджана. Личный тренер таких известных азербайджанских боксёров как Ровшан Гусейнов, Али Исмаилов, Вугар Алекперов. Заслуженный тренер Азербайджанской ССР. 

## Биография
Рауф Джаббаров родился 8 июля 1935 года в посёлке Бильгях Сабунчинского района города Баку, Азербайджанская ССР.
В молодости в течение десяти лет серьёзно занимался боксом, побеждал на соревнованиях республиканского уровня, выполнил норматив мастера спорта СССР. Одновременно со спортивной карьерой работал слесарем на заводе.
Окончив спортивную карьеру, занялся тренерской деятельностью в бакинском совете добровольного спортивного общества «Динамо». В 1966 году был назначен на должность главного тренера сборной Азербайджана по боксу и впоследствии оставался на этой должности более 35 лет. Ушёл в отставку лишь в 2001 году после перенесённого сердечного приступа.
За долгие годы тренерской работы Джаббаров подготовил ряд талантливых боксёров, добившихся больших успехов на международной арене. Среди его учеников чемпион Европы и обладатель Кубка мира Ровшан Гусейнов, бронзовый призёр чемпионатов мира и Европы Али Исмаилов, бронзовый призёр Олимпийских игр Вугар Алекперов и др.
За выдающиеся достижения на тренерском поприще удостоен почётного звания «Заслуженный тренер Азербайджанской ССР», награждён медалью «Прогресс» (2000).
В 2004 году Джаббарову была присвоена Персональная пенсия Президента Азербайджанской Республики.
Умер 11 мая 2010 года в возрасте 74 лет в результате второго инфаркта. Похоронен в посёлке Забрат.